# Пепін (Вісконсин)
Пепін (англ. Pepin) — селище (англ. village) в США, в окрузі Пепін штату Вісконсин. Населення — 731 особа (2020).

## Географія
Пепін розташований за координатами 44°26′33″ пн. ш. 92°8′54″ зх. д. / 44.44250° пн. ш. 92.14833° зх. д. (44.442454, -92.148462).  За даними Бюро перепису населення США в 2010 році селище мало площу 1,82 км², уся площа — суходіл.

## Демографія
Згідно з переписом 2010 року, у селищі мешкало 837 осіб у 399 домогосподарствах у складі 226 родин. Густота населення становила 460 осіб/км².  Було 490 помешкань (269/км²).
Расовий склад населення:
| - 98,9 % — білих - 0,4 % — азіатів - 0,2 % — корінних американців - 0,2 % — чорних або афроамериканців |

До двох чи більше рас належало 0,2 %. Частка іспаномовних становила 0,2 % від усіх жителів.
За віковим діапазоном населення розподілялося таким чином: 14,6 % — особи молодші 18 років, 57,4 % — особи у віці 18—64 років, 28,0 % — особи у віці 65 років та старші. Медіана віку мешканця становила 53,9 року. На 100 осіб жіночої статі у селищі припадало 91,5 чоловіків;  на 100 жінок у віці від 18 років та старших — 88,7 чоловіків також старших 18 років.
Середній дохід на одне домашнє господарство  становив 51 317 доларів США (медіана — 47 083), а середній дохід на одну сім'ю — 58 732 долари (медіана — 53 359). Медіана доходів становила 42 250 доларів для чоловіків та 30 625 доларів для жінок. За межею бідності перебувало 16,6 % осіб, у тому числі 38,7 % дітей у віці до 18 років та 4,4 % осіб у віці 65 років та старших.
Цивільне працевлаштоване населення становило 378 осіб. Основні галузі зайнятості: освіта, охорона здоров'я та соціальна допомога — 20,6 %, виробництво — 18,3 %, роздрібна торгівля — 16,4 %.